# Erntemäuse
Die Erntemäuse (Reithrodontomys) sind eine in Amerika lebende Nagetiergattung aus der Gruppe der Neuweltmäuse. Sie umfassen rund 20 Arten.

## Merkmale
Erntemäuse ähneln stark den europäischen eigentlichen Mäusen (Mus), mit denen sie jedoch nicht sehr nahe verwandt sind. Sie erreichen eine Kopf-Rumpf-Länge von 5 bis 15 Zentimetern, der Schwanz wird 5 bis 11 Zentimeter lang. Das Gewicht beträgt 6 bis 20 Gramm. Die Färbung ihres Felles variiert an der Oberseite von rötlichbraun über grau bis schwärzlich, die Flanken sind heller und der Bauch weiß oder hellgrau. Der Schwanz ist dünn und nur spärlich mit Haaren versehen, die Ohren sind groß und ragen aus dem Fell.

## Verbreitung und Lebensraum
Das Verbreitungsgebiet der Erntemäuse erstreckt sich vom südlichen Kanada über die USA und Mexiko bis Kolumbien und Ecuador. Die meisten Arten bewohnen grasbestandene Gebiete, manche sind aber auch in trockenen Gebieten oder Regenwäldern zu finden.

## Lebensweise
Erntemäuse sind nachtaktiv, tagsüber ruhen sie in kugelförmigen, aus Gräsern und anderem Pflanzenmaterial errichteten Nestern. Diese haben einen Durchmesser von 15 bis 18 Zentimeter und werden in Büschen oder kleinen Bäumen errichtet.
Ihre Nahrung besteht aus Samen und Pflanzenschößlingen. Sie erreichen die Samen von Gräsern, indem sie die Grashalme zu Boden biegen und dann herausnagen. Gelegentlich fressen sie auch Insekten.

## Fortpflanzung
Außer in kalten Wintern kann die Fortpflanzung das ganze Jahr über erfolgen. Nach einer 21- bis 24-tägigen Tragzeit bringt das Weibchen ein bis neun Jungtiere zur Welt. Die Weibchen können mehrmals im Jahr Nachwuchs zur Welt bringen.

## Erntemäuse und Menschen
Erntemäuse gelten gemeinhin nicht als schädlich für die Landwirtschaft. Manche Arten haben ihr Verbreitungsgebiet durch die Rodung der Wälder und Ausbreitung der Grasländer sogar ausbreiten können, etwa R. megalotis, die auch auf die Kanalinseln eingeschleppt wurde.
Im Gegenzug gelten drei Arten als bedroht: R. raviventris, die nur Salzwiesen in der Nähe von San Francisco bewohnt, R. rodriguezi, die nur aus einem kleinen Gebiet in Costa Rica bekannt ist, und R. spectabilis, die auf der Insel Cozumel vor der mexikanischen Küste endemisch ist.

## Die Arten
Es werden 20 Arten unterschieden, die manchmal in zwei Untergattungen, Reithrodontomys und Aporodon, aufgeteilt werden. Diese Einteilung ist jedoch umstritten.
- Die Kurznasen-Erntemaus (Reithrodontomys brevirostris) kommt in Nicaragua und Costa Rica vor.
- Die Sonora-Erntemaus (Reithrodontomys burti) bewohnt das nordwestliche Mexiko (Sinaloa und Sonora).
- Die Vulkan-Erntemaus (Reithrodontomys chrysopsis) lebt im zentralen Mexiko.
- Die Talamanca-Erntemaus (Reithrodontomys creper) lebt in Costa Rica und Panama.
- Die Darien-Erntemaus (Reithrodontomys darienensis) ist nur im östlichen Panama und möglicherweise in angrenzenden Regionen Kolumbiens beheimatet.
- Die Gelbliche Erntemaus (Reithrodontomys fulvescens) ist vom Süden der USA (von Arizona bis Mississippi) bis Nicaragua verbreitet.
- Die Zierliche Erntemaus (Reithrodontomys gracilis) kommt von der mexikanischen Halbinsel Yucatán bis Costa Rica vor.
- Die Haarige Erntemaus (Reithrodontomys hirsutus) bewohnt ein kleines Gebiet im westlichen Mexiko.
- Die Östliche Erntemaus (Reithrodontomys humulis) lebt im Osten der USA (von Oklahoma bis Florida und Maryland).
- Die Westliche Erntemaus (Reithrodontomys megalotis) ist vom südwestlichen Kanada über die westlichen USA bis ins südliche Mexiko verbreitet.
- Die Mexiko-Erntemaus (Reithrodontomys mexicanus) ist von Mexiko bis Ecuador verbreitet.
- Die Kleinzahn-Erntemaus (Reithrodontomys microdon) bewohnt vereinzelte Regionen in Mexiko und Guatemala.
- Die Steppen-Erntemaus (Reithrodontomys montanus) bewohnt die Great-Plains-Region in den mittleren USA.
- Die Nicaragua-Erntemaus (Reithrodontomys paradoxus) lebt in Nicaragua und Costa Rica.
- Die Salzsumpf-Erntemaus (Reithrodontomys raviventris) ist durch ihre Anpassung an den Lebensraum Salzwiese bemerkenswert und kann sogar Salzwasser trinken. Die Art bewohnt nur ein kleines Gebiet bei San Francisco und gilt als gefährdet.
- Die Rodriguez-Erntemaus (Reithrodontomys rodriguezi) ist nur aus dem westlichen Costa Rica bekannt. Die Art gilt als gefährdet.
- Die Cozumel-Erntemaus (Reithrodontomys spectabilis) ist auf der Insel Cozumel vor der mexikanischen Küste endemisch und gilt als stark gefährdet.
- Die Sumichrast-Erntemaus (Reithrodontomys sumichrasti) lebt in Hochländern vom mittleren Mexiko bis Panama.
- Die Schmalnasen-Erntemaus (Reithrodontomys tenuirostris) bewohnt das südliche Mexiko und Guatemala.
- Die Zacateca-Erntemaus (Reithrodontomys zacatecae) ist im westlichen Mexiko beheimatet.